# Malloa
Malloa è un comune del Cile della provincia di Cachapoal nella Regione del Libertador General Bernardo O'Higgins. Al censimento del 2002 possedeva una popolazione di 12.872 abitanti.

## Società

### Evoluzione demografica
| Censimento del 1992 | Censimento del 2002 |
| 12.252 ab.          | 12.872 ab.          |